# James Hoban

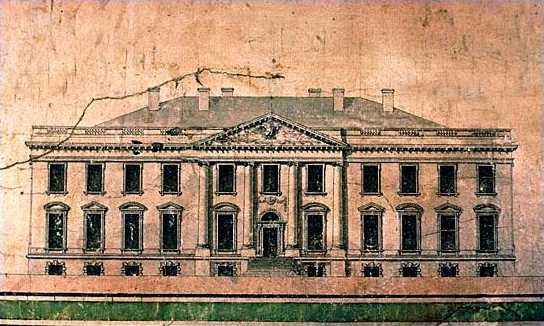
Hobans Entwurf der Frontseite des Weißen Hauses aus dem Jahr 1793

James Hoban (* ca. 1762 in Desart bei Callan, Irland; † 8. Dezember 1831 in Washington, D.C., Vereinigte Staaten) war ein irischer Architekt, der durch den Entwurf des Weißen Hauses in Washington berühmt wurde.
Hoban wurde in Desart in der irischen Grafschaft Kilkenny geboren. Er studierte Architektur an der Royal Dublin Society School. Um das Jahr 1789 wanderte er in die Vereinigten Staaten aus und ließ sich als Architekt in Philadelphia nieder.
Hoban entwarf das Parlamentsgebäude in Columbia, South Carolina, kurz bevor er die Ausschreibung gewann, den Wohnsitz des Präsidenten – später bekannt als das „Weiße Haus“ – zu entwerfen. Der Entwurf basierte auf dem Leinster House in Dublin; die Planungs- und Bauphase zog sich von 1792 bis 1800 hin. Nachdem das Weiße Haus 1812 von den Briten niedergebrannt wurde, beaufsichtigte er den Wiederaufbau 1814. Er war auch einer der leitenden Architekten beim Bau des Kapitols, das auf den Plänen von William Thornton basiert. Dieses wurde nach der Zerstörung 1812 von Benjamin Latrobe wieder aufgebaut, der dann auch dem Weißen Haus die Säulenvorhallen auf beiden Seiten hinzufügte.
Hoban leitete den Bau öffentlicher Gebäude für mehr als 25 Jahre. 1824 entwarf er auch das große Landhaus Rossenarra House in der Nähe des Dorfes Kilmoganny in Kilkenny, Irland. Hoban starb am 8. Dezember 1831 in Washington D. C.

## Belege
1. 1 2 3  Boylan, Henry. A Dictionary of Irish Biography (3. Ed.). Dublin, Gill and McMillan. 1999. S. 180, ISBN 0-7171-2945-4.
2. ↑  The Irish Times 7 August 2008 (Seite nicht mehr abrufbar, festgestellt im Juli 2025. Suche in Webarchiven)  Info: Der Link wurde automatisch als defekt markiert. Bitte prüfe den Link gemäß Anleitung und entferne dann diesen Hinweis.

| Personendaten    | Personendaten                   |
| ---------------- | ------------------------------- |
| NAME             | Hoban, James                    |
| KURZBESCHREIBUNG | irisch-amerikanischer Architekt |
| GEBURTSDATUM     | um 1762                         |
| GEBURTSORT       | Desart bei Callan               |
| STERBEDATUM      | 8. Dezember 1831                |
| STERBEORT        | Washington, D.C.                |